# Jiří Kalach
Jiri Kalach (født 9. marts 1934 i Prag, Tjekkiet - død 20. april 2008) var en tjekkisk komponist, pianist og dramatiker.
Kalach studerede komposition og klaver på Musikkonservatoriet i Prag hos Emil Hlobil, og senere på Akademiet for Musik og Dramatik. Han var senere ansat som dramatisk rådgiver på Tjekkisk Radio. Han har skrevet 5 symfonier, orkesterværker, kammermusik, koncertmusik, 6 strygerkvartetter, sonater, rapsodier etc.

## Udvalgte værker
- Symfoni nr. 1 (1964) - for orkester
- Symfoni nr. 2 (1977) - for orkester
- Symfoni nr. 3 (1978) - for orkester
- Symfoni nr. 4 (1980) - for orkester
- Symfoni nr. 5 (1983) - for orkester
- Koncert (1979) - for orkester